# 기타이쿠치촌
기타이쿠치촌(北生口村)은 1944년까지 까지 히로시마현 도요타군에 있던 촌이다. 세토다정과 합병해 새로운 세토다정이 되어 지방 자치단체로서의 역사를 마감했다. 세토다정은 헤세 대합병으로 오노미치시에 편입되어 현재는 오노미치시 남부에 해당한다. 